# India szövetségi területei
A szövetségi terület az indiai föderáción belül az állam mellett a másik legfelsőbb szintű közigazgatási egység.
A szövetség tagállamaitól eltérően nincs saját választott kormánya, közvetlenül a szövetségi kormány igazgatja. Legfőbb hivatalnoka az India elnöke által kinevezett adminisztrátor vagy alkormányzó.
2006-ban Indiának hét szövetségi területe volt. Delhi, az indiai főváros, illetve Puduccseri részleges állami jogokat kaptak, saját törvényhozásuk és minisztertanácsuk van, de ezek jogai korlátozottak, jogszabályaiknak egy része az indiai elnök jóvahagyásához kötött.
2019. október 31-vel alakult át Dzsammu és Kasmír állam, és jött létre három tartományából Dzsammu és Kasmír valamint Ladak szövetségi terület.
2020. január 26-n jött létre Dadra és Nagar Haveli és Daman és Diu szövetségi területek egyesítésével Dadra és Nagar Haveli és Daman és Diu szövetségi terület.
India szövetségi területei:
- Andamán- és Nikobár-szigetek
- Csandígarh
- Dadra és Nagar Haveli és Daman és Diu (2020-ig külön: Dadra és Nagar Haveli valamint Daman és Diu)
- Dzsammu és Kasmír
- Ladak
- Lakshadweep
- Puduccseri (Pondicherry)
- Delhi nemzeti főváros terület

## Fordítás
Ez a szócikk részben vagy egészben  az   Union Territory című angol Wikipédia-szócikk fordításán alapul.  Az eredeti cikk szerkesztőit annak laptörténete sorolja fel. Ez a jelzés csupán a megfogalmazás eredetét és a szerzői jogokat jelzi, nem szolgál a cikkben szereplő információk forrásmegjelöléseként.